# Freycinetia peripiezocarpa
Freycinetia peripiezocarpa är en enhjärtbladig växtart som beskrevs av Ugolino Martelli. Freycinetia peripiezocarpa ingår i släktet Freycinetia och familjen Pandanaceae.
Artens utbredningsområde är Filippinerna. Inga underarter finns listade.